# Шенк, Кэтрин
Кэтрин Шенк (англ. Catherine Schenk, род. 2 сентября 1964, Галифакс) — канадский профессор экономической и социальной истории на историческом факультете Оксфордского университета. Она также является сотрудником колледжа Святой Хильды в Оксфорде и научным сотрудником в Chatham House.

## Образование и карьера
Кэтрин Шенк закончила бакалавриат по экономике в Университете Торонто. Затем она перешла в Лондонскую школу экономики, чтобы получить степень доктора философии.
Она начала свою карьеру в качестве лектора в Университете Виктории в Веллингтоне, Новой Зеландии. Затем она переехала в Лондон, чтобы стать лектором в колледжах Ройял Холлоуэй и Бедфорд Нью Колледж Лондонского университета.
С 1996 по 2017 год она работала в Университете Глазго, сначала в качестве лектора до 1998 года, старшего преподавателя до 2002 года, доцента до 2004 года и профессора с 2004 года. В 2017 году Кэтрин Шенк была назначена профессором Оксфордского университета.

## Исследования
Исследование профессора Шенк сосредоточено на экономической истории послевоенной Британии. Её работа посвящена упадку Британской империи, её валюты и экономики. Её первые две книги были посвящены снижению роли фунта стерлингов в мировой экономике: «Великобритания и фунт стерлингов: от девальвации к конвертируемости в 1950-е годы» и «Упадок фунта стерлингов: управление отступлением международной валюты, 1945–1992». В первой рассматривается перспектива фунта стерлингов, а вторая книга более широко фокусируется на политическом и экономическом контексте Великобритании.
Она также руководила исследовательской программой на рынке евродолларов, европейском рынке кредитования в долларах, возникшем в 1950-х годах. Ещё одно направление её исследований посвящено роли Гонконга в мировой экономике.